# 索米爾斯 (北卡羅萊納州)
索米爾斯（英語：Sawmills）是一個位於美國北卡羅萊納州考德威爾縣的城鎮。

## 人口
根據2020年美國人口普查的數據，索米爾斯的面積為17.13平方千米，當中陸地面積為17.11平方千米，而水域面積為0.02平方千米。當地共有人口5020人，而人口密度為每平方千米293人。